# Abundisporus violaceus
Abundisporus violaceus är en svampart som först beskrevs av Elsie Maud Wakefield, och fick sitt nu gällande namn av Leif Ryvarden 1999. Abundisporus violaceus ingår i släktet Abundisporus och familjen Polyporaceae.   Inga underarter finns listade i Catalogue of Life.